# Кирил Йовович
Кирил Йовович е български футболист, нападател.

## Биография
Роден през 29 декември 1905 г., починал на 9 февруари 1976 г. Играе в Левски (София) от 1919 г. до 1927 г. Има 75 мача и 31 гола. С 3 участия за националния отбор на България, включително и на Олимпийските игри през 1924 г. Треньор на Левски (София), с който е шампион през 1937 г.